# Kapella
Kapella (Alfa Aurigae, α Aur) – najjaśniejsza gwiazda w konstelacji Woźnicy i zarazem szósta pod względem jasności gwiazda na nocnym niebie. Jest oddalona od Słońca o około 43 lata świetlne.

## Nazwa
Gwiazda nosi tradycyjną nazwę Kapella, która wywodzi się od łacińskiego Capella, oznaczającego ‘kózkę’. Nazwa ta występuje już w pismach Maniliusza, Owidiusza i Pliniusza. Rzymianie określali tę gwiazdę także imieniem Amaltei, mitycznej kozy (lub nimfy), która wykarmiła Jowisza. Termin stgr. Ἄιξ Aix (‘koza’) występujący u Ptolemeusza prawdopodobnie stał się źródłem arabskiego ‏العيوق‎ al ʽayyūḳ; stąd wywodzą się nazwy takie jak Alhajoth. Międzynarodowa Unia Astronomiczna w 2016 roku formalnie zatwierdziła użycie nazwy Kapella dla określenia składnika Aa tej gwiazdy.

## Charakterystyka obserwacyjna

Położenie w gwiazdozbiorze Woźnicy

Kapella jest interesującym obiektem jako jedna z najlepiej poznanych niezaćmieniowych gwiazd spektroskopowo podwójnych (składniki oznaczone są Alfa Aurigae Aa i Ab). Jasna Kapella ma też wielu wizualnych (pozornych) towarzyszy, gwiazd przypadkowo sąsiadujących z nią na niebie. Są one oznaczone literami od B do R, jednak para słabych gwiazd Alfa Aurigae H i L jest rzeczywiście z nią związana grawitacyjnie.

### Ruch własny
Ruch własny Kapelli jest równoległy do ruchu jądra niedalekiej gromady otwartej Hiad. Także wiek tych gwiazd, oceniany na podstawie modeli ewolucji, wskazuje na ich wspólne pochodzenie.
Kapella oddala się od Słońca w ruchu wokół Centrum Galaktyki. Według pomiarów sondy Hipparcos, w okresie od 210 do 160 tysięcy lat p.n.e. była najjaśniejszą gwiazdą nocnego nieba. Największą jasność (−0,82m) miała 240 tysięcy lat p.n.e., gdy była oddalona od Słońca o 27,9 roku świetlnego, jednak wtedy jaśniejszy był Aldebaran.

## Charakterystyka fizyczna

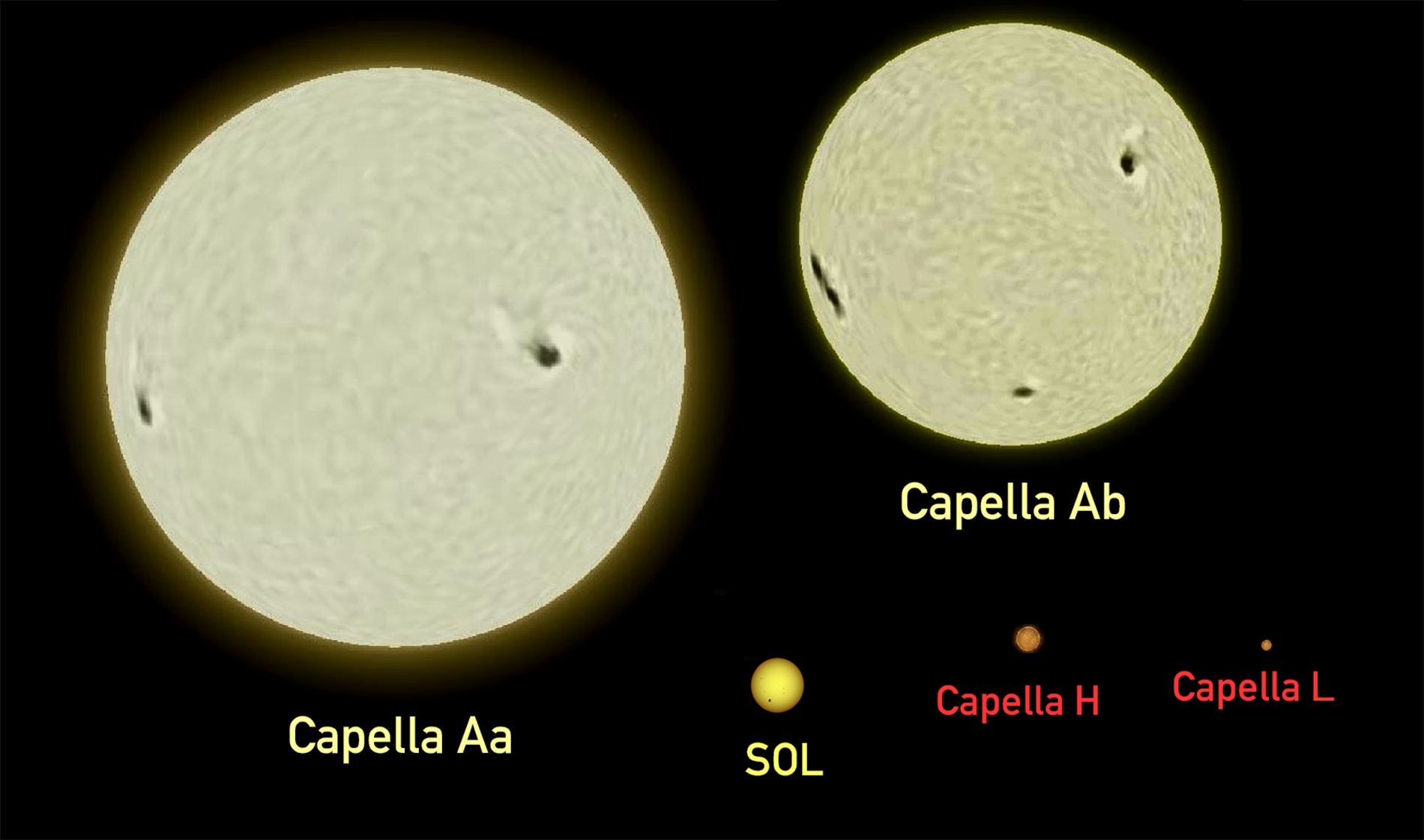
Porównanie wielkości Słońca i składników systemu gwiezdnego Kapelli

### Alfa Aurigae A
Widoczną gołym okiem Kapellę tworzą dwa bardzo podobne żółte olbrzymy należące do typu widmowego G. Ich jasności przekraczają jasność Słońca około 80-krotnie, mają one także kilkakrotnie większe rozmiary. Obiegają wspólny środek masy w odległości nieco większej od 100 milionów kilometrów (0,72 au) z okresem orbitalnym równym 104 dni.
Kapella jest źródłem promieniowania rentgenowskiego powstającego prawdopodobnie w wyniku aktywności magnetycznej na powierzchni jednej z gwiazd (lub obu). Kapella była pierwszą gwiazdą sfotografowaną z wykorzystaniem optycznej interferometrii wielkobazowej, podczas obserwacji prowadzonych przez COAST (Cambridge Optical Aperture Synthesis Telescope) w 1995 roku.

### Alfa Aurigae HL
Alfa Aurigae jest gwiazdą poczwórną – główną parę obiega w odległości około 11 000 au (jednej szóstej roku świetlnego) drugi układ podwójny, złożony ze słabych czerwonych karłów. Mają one obserwowaną wielkość gwiazdową odpowiednio 10,2 i 13,7m i typ widmowy M2 i M4. Ich jasność to odpowiednio 1,2% i 0,048% jasności Słońca, mają promienie 0,56 i 0,25 R☉ i masy 0,3 i 0,1 M☉. Karły te noszą oznaczenia Alfa Aurigae H i L (lub Ha i Hb).

## Znaczenie kulturowe
Kapella tradycyjnie jest postrzegana jako lewe ramię Woźnicy lub też, jak sama nazwa wskazuje, powożona przez niego koza. Zwracała uwagę ludzi jako najbliższa północnego bieguna niebieskiego z jasnych gwiazd (Gwiazda Polarna jest stosunkowo słaba). W Starożytnym Egipcie wiązano ją z bogiem Ptahem; według Lockyera co najmniej pięć egipskich świątyń było zorientowanych w kierunku, którym zachodziła Kapella. Akadyjczycy nazywali tę gwiazdę Dil-gan I-ku, „Posłaniec światła”, lub Dil-gan Babili, „Opiekuńcza gwiazda Babilonu”. Była ona ważna dla wielu kultur także spoza kręgu bliskowschodniego i śródziemnomorskiego. Hindusi nazywali ją Brahma Ridaya, „Serce Brahmy”. Dla Inków była to Colca. W astrologii ma przynosić cywilne i wojskowe zaszczyty oraz bogactwo. Rzymianie wiązali ją z deszczami i sezonem sztormów na Morzu Śródziemnym.